# Adele Iacobucci
Pour les articles homonymes, voir Iacobucci.
Adele Iacobucci est une joueuse américaine de hockey sur gazon. Elle évolue au poste de milieu de terrain au WC Eagles et avec l'équipe nationale américaine.

## Biographie
- Naissance le 25 janvier 2001 à Malvern.
- Élève à l'Université de Virginie.

## Carrière
Elle a été appelée en équipe première en juin 2021.